# Chromodoridoidea
Chromodoridoidea Bergh, 1891 è una superfamiglia di molluschi nudibranchi del sottordine Doridina.

## Tassonomia
La superfamiglia comprende le seguenti famiglie:
- Actinocyclidae O'Donoghue, 1929
- Cadlinellidae Odhner, 1934
- Cadlinidae Bergh, 1891
- Chromodorididae Bergh, 1891
- Hexabranchidae Bergh, 1891
- Showajidaiidae Korshunova et al., 2020

### Alcune specie

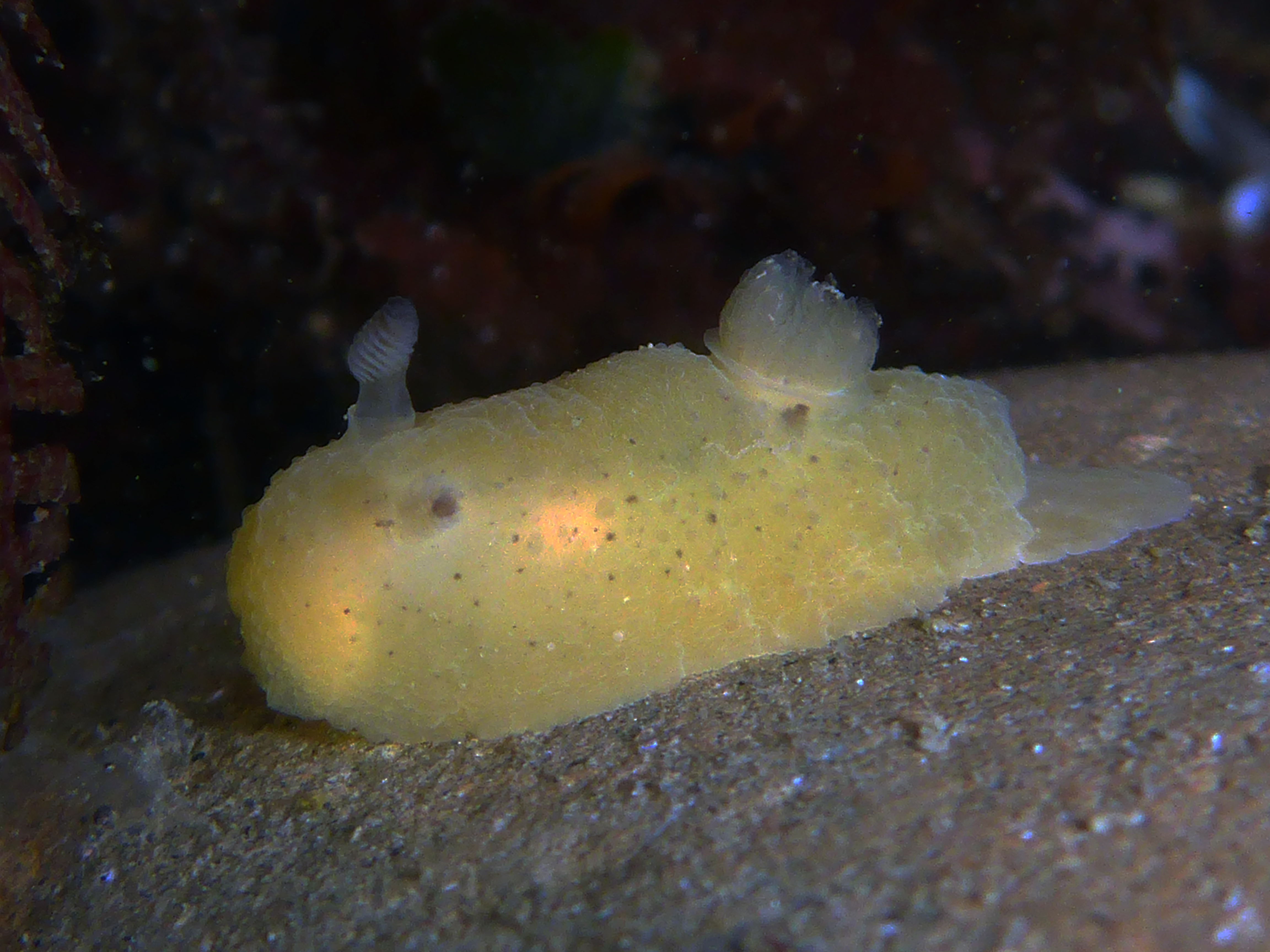
Hallaxa chani Actinocyclidae
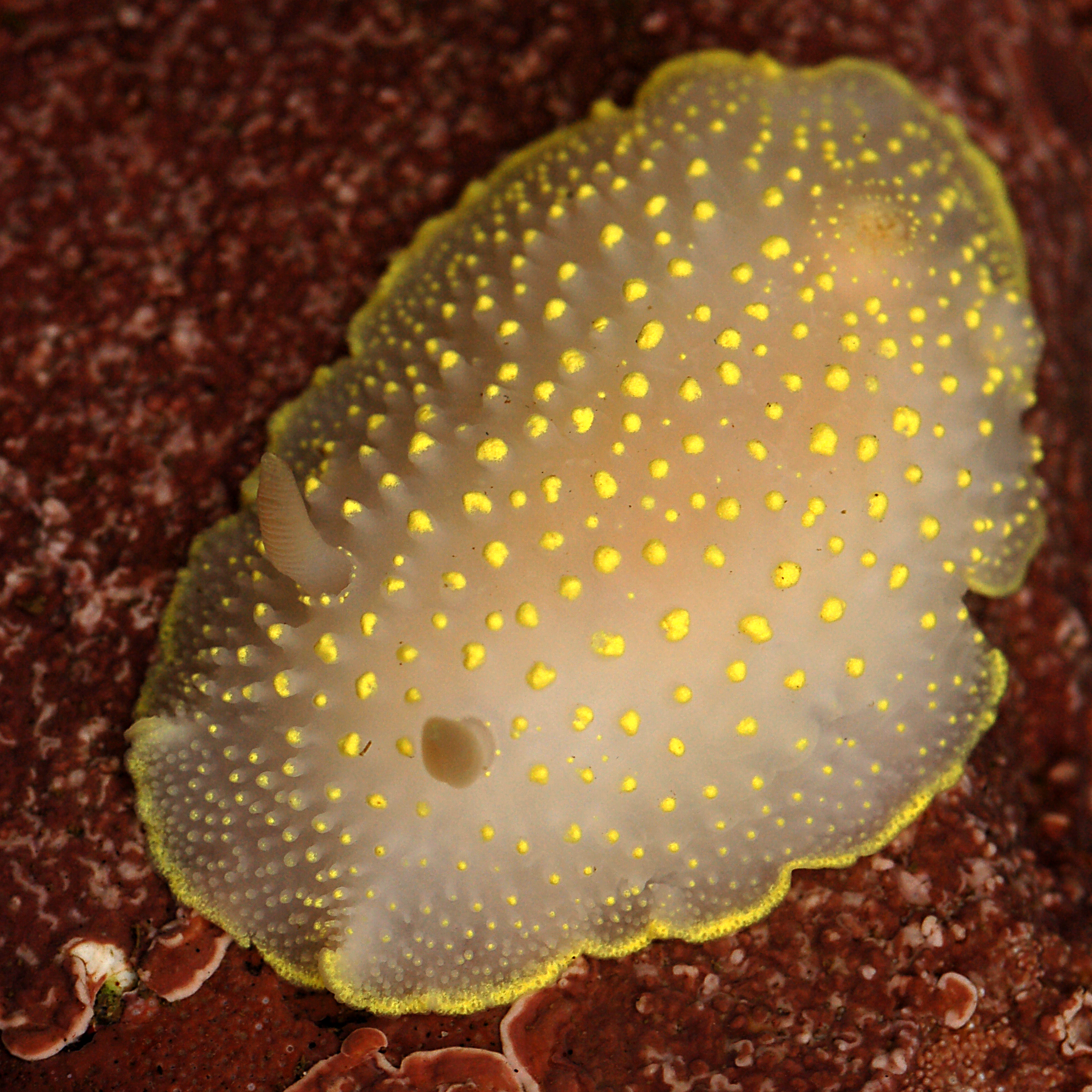
Cadlina luteomarginata Cadlinidae
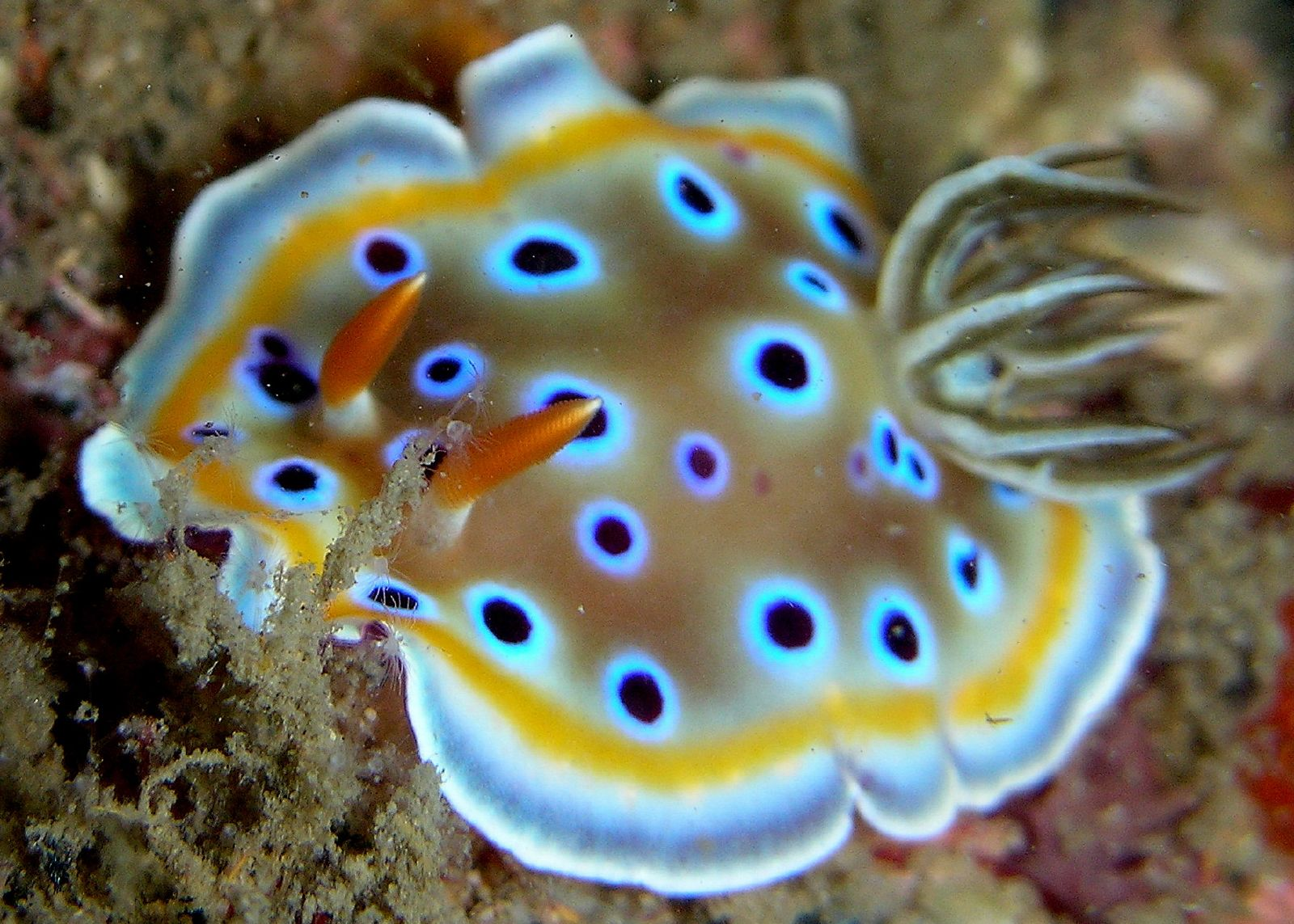
Goniobranchus geminus Chromodorididae
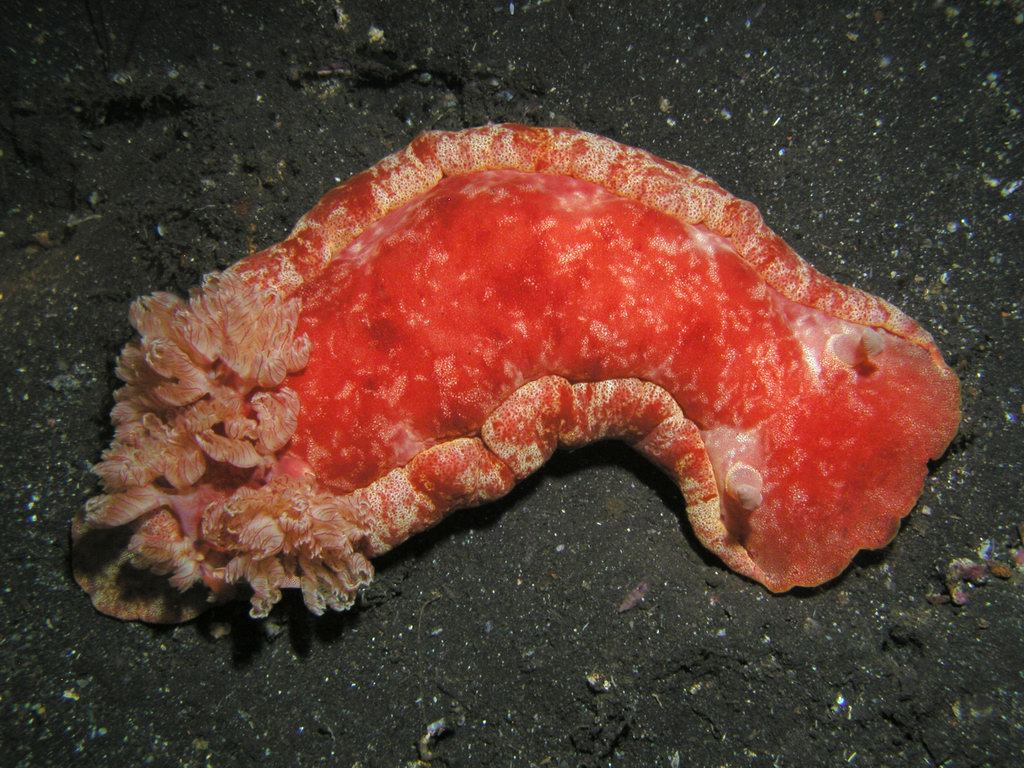
Hexabranchus sanguineus Hexabranchidae